# Metraeopsis
Metraeopsis is een geslacht van vlinders van de familie van de grasmotten (Crambidae), uit de onderfamilie van de Spilomelinae. De wetenschappelijke naam voor dit geslacht is voor het eerst gepubliceerd in 1905 door Paul Dognin. 
Dit geslacht is monotypisch, dat wil zeggen dat het maar één soort heeft namelijk Metraeopsis cuneatalis Dognin, 1905 uit Ecuador, die ook als typesoort is aangeduid.